# Hermína Srbová
Hermína Srbová, v německých zdrojích Hermine Srb (19. dubna 1866 Praha – 29. března 1950 Praha) byla českoněmecká majitelka realit a sběratelka umění.
O jejím životě není mnoho známo. Narodila se v Praze v rodině Antona Srba, přednosty železniční stanice. Rodina postupně vybudovala vlastnický komplex činžovních domů v Plzeňské ulici v Praze (zvaný ve své době U Srbů). Po smrti staršího bratra, bankovního úředníka Maxe Srba (1864–1930) se stala majitelkou veškerého majetku. Díky její žádosti o pas je patrné, že podnikla cestu po západní Evropě a do Ameriky. Po roce 1930 se převážně věnovala rozšiřování a udržování sbírky z výnosů realit. V roce 1938 sepsala závěť, podle které měla sbírka po smrti přejít na Uměleckoprůmyslové muzeum. Původní plán pozměnil vývoj po roce 1945, kdy Hermíně Srbové bylo odebráno československé občanství, nad realitami byla zavedena národní správa a nakonec i nad jejím majetkem byla vyhlášená konfiskace podle Benešova dekretu. I přesto dožila ve svém (konfiskovaném) bytě se sbírkou.
Sbírka Hermíny Srbové byla uložena v bytě, kde zároveň Srbová bydlela, na adrese Janáčkovo nábřeží 479/15/37 (Smíchov). Měla charakter rozmanitého kabinetu kuriozit, který založil Anton v 19. století, ale významné akvizice prováděla i Hermína po roce 1930. Kvůli konfiskaci se sbírka nedochovala v úplnosti, po roce 1950 si ji rozebrala řada státních institucí podle charakteru předmětů.

## Sbírka Hermíny Srbové

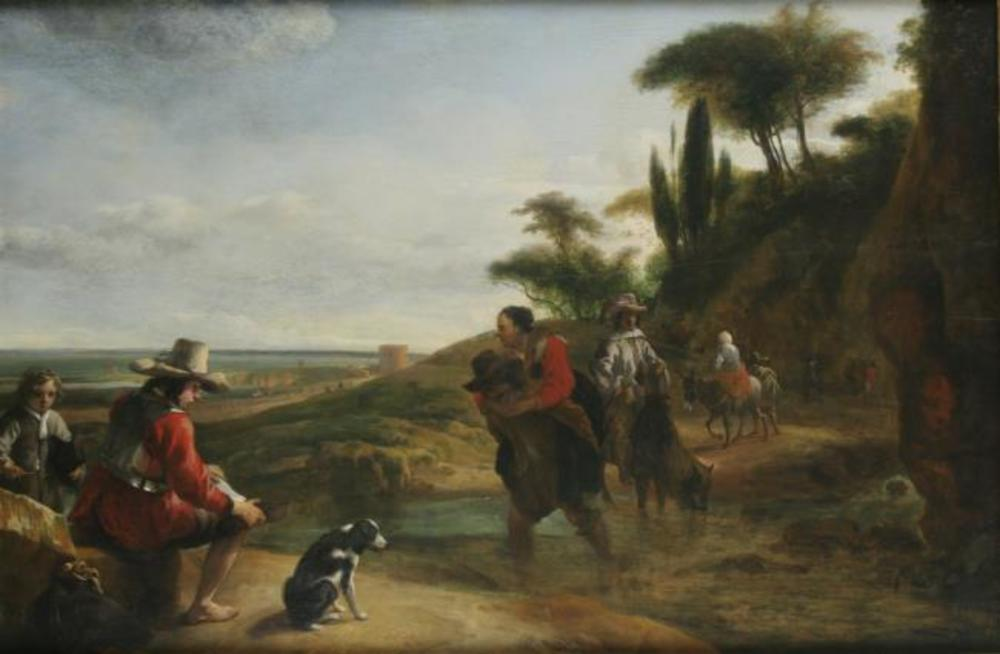
Obraz (J. B. Weenix, Krajina se zálivem) pořízený H. Srbovou ze zadluženého thunovského majetku, po roce 1950 doputovala až do Oblastní galerie Liberec (O 925)

K ustálení pojmu sbírka Hermíny Srbové v českém sběratelství zřejmě významnou měrou přispěli pracovníci UMPRUM, kteří se na začátku roku 1950 (1949) začali zabývat zpracováváním zestátněného majetku a jeho prvním soupisem, předměty začali značit razítkem s opisem „Sbírka Hermíny Srbové“ a nápisem „z Prahy 16“, k tomuto prvnímu soupisu náleželo tuší připisována značka Z-CXXXVI (označení konfiskátu na UMPRUM) s číslem prvního soupisu. Jednak tím byl poněkud odsunut význam jmen dalších členů rodiny (otec, bratr), kteří se na sestavení sbírky podíleli, zároveň mohou ale sloužit při identifikaci předmětů této sbírky vzhledem k pohnutým osudům po roce 1950.
O sestavování sbírky je známo jen několik jednotlivostí. Podle ustanovení závěti údajně sbírku začal budovat Hermínin rodiče „již ve druhé polovině minulého století. Nakupovala mnoho v cizině.“ Sama Hermína pak nakupovala v aukcích u Stanislava Budila, Václava Hořejše a kupovala i z thunovských sbírek. Autorka studie o závěti H. Srbové Šárka Radostová předpokládá, že nějaký podrobnější soupis sbírky vznikl, nicméně ho neznáme (snad ho převzal Emanuel Poche a poté ho zničil). Na druhé straně v této studii byly otištěno několik starých fotografií interiéru bytu – sedmipokojový prostor na adrese Janáčkovo nábřeží 479/15/37 – s instalovanou sbírkou.
Kvůli převzetí sbírky v režimu konfiskátu nemohla být naplněna vize Hermíny Srbové o ponechání v původním bytě, proto byl byt se sbírkou vystěhován a sbírku si postupně převzala řada státních institucí. Část zůstala na UMPRUM (uměleckoprůmyslové předměty), zejména kvalitní obrazy si převzala Národní galerie, některé exotické předměty Náprstkovo muzeum, zbraně a zbroje Vojenské historické muzeum, judaika potom Židovské muzeum. Pro Muzeum tělesné kultury v Jemništi byla převzata skupina předmětů a další velká skupina byla převzata pro svozovou sběrnu na Sychrově (část předmětů zde zůstává, ale část dále putovala, několik obrazů např. do Oblastní galerie Liberec, dvě gotické sochy až do Švihova).